# Governo Regionale del Kurdistan
Il Governo Regionale del Kurdistan (GRK o KRG) (in curdo حکوومەتی هەرێمی کوردستان‎, Hikûmetî Herêmî Kurdistan) è l'organo che detiene il potere esecutivo nella Regione del Kurdistan (Kurdistan iracheno).

## Storia
La Regione del Kurdistan (“terra dei curdi”) è una regione federale e autonoma dell'Iraq e ha per capoluogo Erbil (in curdo: ھەولێر, Hewlêr), situata nel nord dell'Iraq.
Il governo regionale curdo (KRG) ha un parlamento unicamerale ed elettivo (Assemblea Nazionale del Kurdistan).

### Elezioni recenti

#### Elezioni del 1992
Le prime elezioni si tennero il 19 maggio 1992, sei mesi dopo che i curdi ebbero ottenuto la loro autonomia. Il sistema prevedeva una soglia di ingresso del 7%, pertanto gli unici partiti che potevano aspirare ad ottenere seggi nel parlamento erano il PDK e l'UPK. Come esito delle elezioni, il PDK ottenne il 45% dei voti ed ottenne 51 seggi, mentre l'UPK con il 44% dei voti ottenne 49 seggi. Tuttavia in seguito alle accuse di brogli elettorali, si creò un governo di unità nazionale dividendo i seggi a metà tra i due partiti. Alla caduta del governo, si arrivò alla guerra civile nel 1994, l'ultimo incontro parlamentare si tenne nel 1996, quindi la regione autonoma fu divisa in una regione amministrativa al nord, controllata dal PDK con capitale Erbil, ed una al sud, controllata dall' UPK con capitale Suleymanya, entrambe autoproclamatesi unici eredi legittimi della regione autonoma curda.

#### Elezioni del 2005
Con la Costituzione federale dell'Iraq alla caduta di Saddam Hussein, fu costituita la Regione autonoma del Kurdistan.
Nel 2005 si tennero le prime elezioni parlamentari nella regione autonoma, il cui obiettivo primario fu unificare politicamente la regione dopo la guerra civile, che era ancora divisa tra province amministrative controllate dal PDK e province controllate dall' UPK. I due partiti crearono nel 2004 una lista unica di coalizione, chiamata Alleanza Patriottica Democratica del Kurdistan, che includeva anche diversi partiti minori al suo interno. La coalizione ottenne il 90% dei voti, e 104 dei 111 seggi del parlamento curdo, e gli esponenti dei due partiti principali si divisero le posizioni chiave nel governo. L'anno seguente fu nominato primo ministro Nachirvan Barzani, un membro del PDK, in base ad un accordo che prevedeva che governasse per due anni e che venisse sostituito da un membro dell'UPK nel 2008. Il Parlamento elesse anche il Presidente della regione autonoma, nella persona di Mas'ud Barzani.
Nello stesso anno si tennero anche le elezioni governative in Iraq, incluse anche le tre province curde. Le elezioni portarono ad una vittoria del PDK  nelle province di Erbil e Dohuk e ad una vittoria dell'UPK nella provincia di Suleymanya. L'UPK ottenne la maggioranza dei voti delle tre province sommate insieme, pari a 765'544 voti (43.4%), ma per la distribuzione degli stessi nelle circoscrizioni elettorali ottenne soltanto 48 seggi, mentre il PDK ottenne 741'483 voti (42%), utili ad ottenere 62 seggi. Gli altri partiti ottennero soltanto 4 seggi.
Partiti curdi ottennero dei seggi anche nelle province irachene di Ninive e di Kirkuk, dove è presente una consistente minoranza curda. 

#### Elezioni del 2009

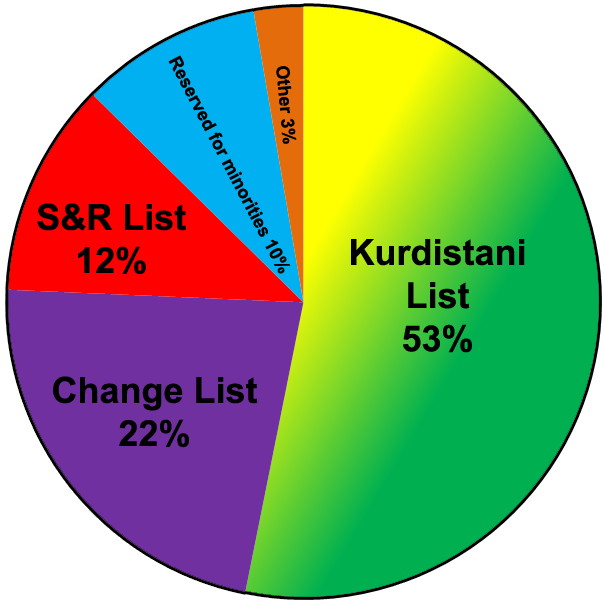
Risultati delle elezioni del 25 luglio 2009

Il 25 luglio del 2009 si tennero le seconde elezioni parlamentari della regione autonoma del Kurdistan, dopo quelle del 2005. La lista del Kurdistan, coalizione di PDK e UPK, ottenne la maggioranza dei seggi e venne pertanto incaricata di formare il nuovo governo regionale. I principali partiti dell'opposizione furono il Movimento per il Cambiamento ("Gorran"), con 25 seggi, e la lista della Riforma, con 13 seggi, oltre a 5 seggi del partito della minoranza turkmena e 4 seggi delle minoranze cristiane (assira e armena). Il nuovo primo ministro, Barham Salih, un esponente dell'UPK, assunse l'incarico il 28 ottobre dello stesso anno. Il governo fu costituito da 19 ministri. 
Nello stesso anno, il Parlamento modificò anche la modalità di elezione del Presidente, non più dai parlamentari ma attraverso elezioni dirette. 
Nel 2010 si tennero dunque le elezioni presidenziali, alle quali si ricandidò il presidente uscente Mas'ud Barzani, assieme a diversi avversari tra cui Halow Ibrahim Ahmed, Kamal Mirawdily, Ahmed Mohammed Rasul e Hussein Garmiyani. Le elezioni furono un successo per Barzani, che ottenne circa il 70% dei suffragi, seguito da Kemal Mirawdily con il 25%. Nel giugno 2012 il parlamento tenne il primo incontro ufficiale con il presidente eletto, e soltanto dopo altri sei mesi ci fu l'accordo sulle posizioni amministrative.

#### Elezioni del 2013
Il 21 settembre del 2013 si tennero le terze elezioni parlamentari della regione autonoma del Kurdistan, dopo quelle del 2009.
Per la prima volta dal 1992, il PDK e l'UPK si presentarono come partiti singoli alle elezioni e non uniti in coalizione. Il PDK (Partito Democratico del Kurdistan) era il favorito, in quanto molto radicato in particolare nelle province di Dohuk e di Erbil. L'UPK (Unione Patriottica del Kurdistan) invece era in competizione con il Movimento per il Cambiamento, che aveva ottenuto alle precedenti elezioni 25 seggi nella provincia di Sulaymaniyah, fino ad allora una roccaforte dell'UPK. L'UPK aveva anche delle alee dovute al contesto internazionale (guerra in Siria) ed all'assenza del suo leader Jalal Talabani reduce da un infarto. La campagna elettorale fu anche funestata da episodi di violenza nella città di Sulaymaniyah, ai danni di manifestanti del Movimento per il Cambiamento, con alcuni feriti. Come risultato delle elezioni, nessun partito ottenne abbastanza voti per formare un governo da solo. Il PDK ottenne la maggioranza nelle province di Erbil e Dohuk, conformemente alle attese, mentre la provincia di Sulaymaniyah fu più contestata, in quanto l'UPK perse più di un terzo dei suoi seggi rispetto alle precedenti elezioni. Il Movimento per il Cambiamento risultò il secondo maggior partito per numero di voti, e dunque il principale partner per il PDK per formare una coalizione. L'UPK annunciò di riconoscere la sconfitta, e come conseguenza alcuni dei suoi principali esponenti annunciarono le dimissioni. Vi fu anche un incremento dei seggi dei partiti islamisti. Vi furono infine 5 seggi per la minoranza turkmena e 6 per le minoranze cristiano-assira e cristiano-armena. La composizione del voto fu la seguente: il PDK ottenne 743'984 voti (37.8%) e 38 seggi, il Movimento per il Cambiamento 476'173 voti (24.2%) e 24 seggi, l'UPK 350'500 voti (17.8%) e 18 seggi, mentre i partiti islamisti ottennero 327'150 voti (16.5%) e 18 seggi, e il partito socialista 12'501 voti (0.6%) e un solo seggio. 

#### Elezioni del 2017
A seguito dell'espansione dell'Isis nell'Iraq settentrionale, il governo della regione autonoma del Kurdistan contribuì alla riconquista delle aree invase dai jihadisti attraverso delle proprie milizie regionali, indipendenti dall'esercito federale, i peshmerga, riconquistando le tre province autonome ed espandendosi inoltre nella piana di Sinjar e nella provincia di Kirkuk, aree molto ricche di giacimenti petroliferi. A causa dell'opposizione turca alla creazione di una forte presenza curda a sud dei suoi confini, il governo del Kurdistan iracheno, guidato da Ma'sud Barzani, prese le distanze dai curdi siriani del Rojava, legati al PKK, e dai partiti più rivoluzionari al suo interno, come Gorran e in misura minore l'UPK. Tuttavia, approfittando della propria posizione di forza nell'ambito della guerra all'Isis, indisse unilateralmente per il giorno 25 settembre 2017 un referendum per l'indipendenza dall'Iraq della regione autonoma del Kurdistan. Esso fu celebrato anche nelle aree conquistate all'Isis dai peshmerga, e l'esito fu una schiacciante maggioranza a favore dell'indipendenza (92.7%), tuttavia il governo federale di Bagdad non ne riconobbe la validità, ed intervenne con pesanti misure repressive, occupando i territori contesi come la regione di Kirkuk ed isolando completamente la regione. A un mese di distanza dall'esito del referendum, il governo regionale accettò di congelarne gli effetti e di avviare trattative politiche bilaterali con Bagdad in merito all'indipendenza. Il presidente Masud Barzani, promotore del referendum, consegnò le dimissioni pochi giorni dopo. Le elezioni parlamentari previste per novembre furono rimandate a causa della crisi, estendendo il mandato del governo di otto mesi

#### Elezioni del 2018
Il 30 settembre 2018 si tennero le quarte elezioni parlamentari della regione autonoma del Kurdistan, dopo quelle del 2013. I temi sul tappeto furono il recupero dei rapporti con la capitale federale a seguito del tentativo fallito di secessione, ossia la rinegoziazione del budget dovuto alla regione e la riappropriazione delle aree contese (Kirkuk e piana di Sinjar). I partiti al governo, cioè il PDK di Barzani e l'UPK, si presentarono divisi, competendo anche per la candidatura alla presidenza, rimasta vacante dalle dimissioni di Masud Barzani, inoltre l'UPK fu indebolita anche dalla secessione interna del partito Coalizione per la Democrazia e la Giustizia. Sul fronte dell'opposizione il Movimento per il Cambiamento ("Gorran"), in ascesa alle precedenti elezioni e più vicino alle istanze rivoluzionarie del PKK e quindi di rottura con Bagdad, dovette fare i conti con scandali nella gestione delle risorse del partito. I risultati delle elezioni furono i seguenti: il PDK ottenne il 43% dei voti e 42 seggi, seguito dall'UPK con il 20% e 24 seggi, dal movimento Gorran con il 12%, New Generation l'8%, Komal 7%, Yekgrtu 6%. L'affluenza fu in media del 57%, maggiore nelle province del nord (Erbil 59%, Dohuk 62%) che in quella meridionale di Suleymaniya (53%).